# Gruppen Europa av suveräna nationer
Gruppen Europa av suveräna nationer (ESN-gruppen) är en partigrupp i Europaparlamentet bestående av 26 ledamöter från ultranationalistiska, högerpopulistiska och euroskeptiska partier, som är kritiska till invandring och europeisk integration. Gruppen utgörs till största delen av ledamöter som tillhör det europeiska politiska partiet Europa av suveräna nationer (ESN). Sedan valet 2024 är ESN-gruppen den minsta partigruppen i Europaparlamentet.
Partigruppen bildades officiellt den 16 juli 2024 av huvudsakligen nyvalda ledamöter efter valet 2024 och tidigare grupplösa ledamöter. Även en ledamot från den tidigare partigruppen Gruppen Identitet och demokrati (ID-gruppen) tillhörandes tjeckiska Frihet och direktdemokrati anslöt sig till gruppen. De flesta ledamöter uppfattades som för högerextrema för att tillåtas ingå i Europaparlamentets andra högerpopulistiska partigrupp, Gruppen Patrioter för Europa, som utvecklades från ID-gruppen.
I ESN-gruppen ingår ledamöterna från tyska Alternativ för Tyskland, som står för mer än hälften av gruppens totala antal mandat i Europaparlamentet. Därutöver ingår även enstaka ledamöter från bland annat franska Reconquête, tjeckiska Frihet och direktdemokrati och ungerska Vårt hemland.
Gruppledare för partigruppen är René Aust och Stanisław Tyszka sedan gruppens bildande den 16 juli 2024.

## Historia
Bildandet av ESN-gruppen blev offentligt den 10 juli 2024 efter valet 2024. I samband med Europaparlamentets konstituerande sammanträde den 16 juli 2024 bildades gruppen formellt.
I samband med bildandet av partigruppen valdes René Aust och Stanisław Tyszka till gruppledare.

## Parlamentariskt arbete
ESN-gruppen samlar ledamöter av Europaparlamentet som tillhör ultranationalistiska och högerpopulistiska partier, med ett starkt motstånd till invandring och europeisk integration. Gruppen är associerad med Europa av suveräna nationer (ESN).

## Sammansättning
| Val  | Historisk mandatfördelning | Nuvarande mandatfördelning         |
| ---- | -------------------------- | ---------------------------------- |
| 2024 | 25 av 720                  | Ledamöter tillhörande partigruppen |

ESN-gruppen består av 26 ledamöter från 8 medlemsstater. De flesta av ledamöterna kommer från Tyskland eller Östeuropa; stödet är betydligt lägre i Västeuropa. Gruppen är den minsta i Europaparlamentet.
Ledamöter från en och samma medlemsstat bildar en nationell delegation.
Gruppens ledamöter utser ett ordförandeskap bestående av två gruppledare och tre vice gruppledare. Därutöver ingår gruppens kassör och ytterligare två ledamöter i gruppens presidium.

### Parlamentsledamöter
| Medlemsstat | Nationellt parti             |  | Europeiskt parti | Mandat |
| ----------- | ---------------------------- |  | ---------------- | ------ |
| Bulgarien   | Vazrazhdane                  |  | ESN              | 3      |
| Frankrike   | Reconquête                   |  | ESN              | 1      |
| Litauen     | Tautos ir teisingumo sąjunga |  | ESN              | 1      |
| Polen       | Nowa Nadzieja                |  | ESN              | 3      |
| Slovakien   | Hnutie Republika             |  | ESN              | 2      |
| Tjeckien    | Frihet och direktdemokrati   |  | ESN              | 1      |
| Tyskland    | Alternativ för Tyskland      |  | ESN              | 14     |
| Ungern      | Vårt hemland                 |  | ESN              | 1      |